# He Wei
He Wei, en chino 何伟 (Liuzhuang, municipio de Sanqiao, Runan, Henan, 1910; Beijing, 9 de marzo de 1973), fue un político chino, líder principal del Partido Comunista de China.

## Trayectoria
En 1934, se graduó de la Universidad de Huazhong en Wuhan y trabajó como maestro de escuela secundaria. En 1935, participó en la dirección del Movimiento Wuhan 129. En marzo de 1936, se unió al Partido Comunista de China y cambió su nombre a He Wei. En mayo de 1936, como representante de Wuhan, participó en la preparación de la Federación Nacional Antijaponesa y de Salvación Nacional, y fue elegido miembro ejecutivo. En noviembre de 1936, el gobierno nacionalista arrestó a siete personas, incluido Shen Junru, el líder de la "Salvación de la Nación", que se conoció como el "Incidente de los siete caballeros" en la historia de China. He Wei fue a Shanghai para presidir el trabajo de la asociación como director ejecutivo y llevó a cabo actividades de rescate a nivel nacional bajo el liderazgo de Soong Ching Ling. En 1937, He Wei fue arrestado y encarcelado por el gobierno nacionalista en Nanjing.
Después del estallido de la Guerra Antijaponesa, la segunda cooperación Kuomintang-Comunista, rescatada por Zhou Enlai, Shen Junru y otros, regresó a Wuhan para trabajar y fue secretario del comité de trabajo temporal de Wuhan del PCCh y del comité provincial del partido de Hubei y Ministro de Propaganda. En octubre de 1938, Zhou Enlai lo asignó a las montañas Dabie de Anhui para poner en marcha la oficina del Río Yangtze del comité central del partido comunista de China. En 1940, fue director del departamento político del nuevo 4.º Ejército, director del departamento político de la séptima división del nuevo cuarto ejército y secretario adjunto del comité militar y político, secretario de la oficina central de Anhui. Participó en la dirección del establecimiento de la base democrática antijaponesa en el centro de Anhui. En 1943, fue a Yan'an para estudiar en la Escuela Central del Partido. En abril de 1945 asistió al séptimo congreso nacional del Partido Comunista de China.
Después de la victoria de la segunda guerra sino-japonesa, se fue al noreste y fue secretario del Comité del partido provincial de Mudanjiang del PCCh y comisario político de la región militar de Mudanjiang, lo que llevó a movilizar a las masas para llevar a cabo la reforma agraria y el trabajo de supresión de bandidos. Antes del estallido de la Batalla de Liaoning-Shenzhen en 1948, la región militar de Mudanjiang estableció la columna ferroviaria del ejército de campo del noreste, y He Wei era el comisario político de la columna.
En mayo de 1949, fue nombrado miembro y secretario general de la comisión de control militar de Wuhan. Desde septiembre de 1949 hasta julio de 1952, fue subsecretario del comité provincial del partido de Guangxi, secretario del comité del partido del distrito de Guibei, alcalde de la ciudad de Guilin y director de la comisión de control militar de Guilin. Posteriormente, también fue Ministro de Propaganda del comité provincial del partido y director de la comisión provincial de Reforma Agraria de Guangxi, y presidió el movimiento de reforma agraria de la provincia. En septiembre de 1952, He Wei fue transferido para trabajar en Guangzhou y fue segundo secretario del comité municipal del partido de Guangzhou, miembro del comité permanente de la rama del Sur de China, y miembro del comité administrativo Centro Sur. En diciembre de 1952, fue nombrado vicepresidente de la primera CCPPCh de Guangxi. En diciembre de 1952, sucedió a Ye Jianying como alcalde de Guangzhou, miembro del comité permanente de la rama del Sur de China y primer secretario del comité municipal del partido de Guangzhou en el quinto congreso popular de Guangzhou y en el primer congreso popular de Guangzhou.
En octubre de 1954, fue transferido al Ministerio de Relaciones Exteriores como ministro adjunto y, al mismo tiempo, como director del departamento de Europa del Este y de la Unión Soviética y secretario del comité del partido del Ministerio de Relaciones Exteriores.
En enero de 1958, sucedió a Luo Guibo como embajador de la República Popular China en Vietnam y jefe de la delegación económica y cultural en Laos. A principios de 1962, Zhu Qiwen asumió el cargo y He Wei fue el segundo secretario del comité provincial del partido de Henan. Fue al condado de Lankao tres veces para investigar y orientar el trabajo, y descubrió un modelo a seguir creado por el secretario del comité del partido del condado, Jiao Yulu. En mayo de 1964 fue nombrado Ministro de Educación y secretario del grupo de dirección del partido. A finales de 1964, fue elegido miembro del tercer Congreso Nacional del Pueblo.
Después del estallido de la Revolución Cultural, fue etiquetado como "representante de la línea educativa revisionista", encerrado en un sótano oscuro y húmedo y sometido a diversas torturas. Más tarde, fue enviado a Anhui a la "Escuela de cuadros del 7 de mayo" para la reforma laboral. En 1972, regresó a Beijing para recibir tratamiento médico debido a una enfermedad. Murió en Beijing el 9 de marzo de 1973, a la edad de 63 años.
Después de la tercera sesión plenaria del undécimo comité central, el Comité Central del Partido Comunista de China, rehabilitó por completo a He Wei.